# Friedrich Hendrix
Friedrich Hendrix   (Aquisgrà, 6 de gener de 1911 - Proletarsk, 30 d'agost de 1941) va ser un atleta alemany, especialista en curses de velocitat, que va competir durant la dècada de 1930. Es casà amb la també atleta Marie Dollinger, que va disputar tres Jocs Olímpics. La seva filla, Brunhilde Hendrix, guanyà una medalla de plata als Jocs de 1960.
El 1932 va prendre part en els Jocs Olímpics de Los Angeles, on va disputar dues proves del programa d'atletisme. Guanyà la medalla de plata en els 4x100 metres relleus, formant equip amb Arthur Jonath, Erich Borchmeyer i Helmut Körnig, mentre en els 200 metres quedà eliminat en sèries.
Durant la Segona Guerra Mundial va lluitar al front de Rússia, on morí.

## Millors marques
- 100 metres llisos. 10.4" (1933)
- 200 metres llisos. 21.9" (1932)[1][3]